# Arlene Gottfried
Arlene Gottfried, née le 26 août 1950 et morte le 8 août 2017, est une photographe de rue américaine, active à New York.

## Publications
- The Eternal Light : photographs, Stockport, Dewi Lewis, 1999, 80 p.  (ISBN 9781899235322).
- Midnight, New York, PowerHouse books, 2003  (ISBN 9781576871669).
- Sometimes Overwhelming, Amsterdam, Mets & Schilt, 2008  (ISBN 9789053305959).
- Bacalaitos & fireworks, New York, PowerHouse books, 2011, 126  p.  (ISBN 9781576875667).
- Mommie : three generations of women, New York, PowerHouse books, 2015, 261 p.  (ISBN 978-1-57687-744-9).

## Expositions
- 2016 : exposition à la galerie Les Douches, Paris[1],[2],[3].
- 20 janvier - 25 février 2017 : Arlene Gottfried, Bacalaitos and Fireworks,galerie Les Douches, Paris[4]
- Fin 2019, le musée des Beaux-Arts de Nancy organise une rétrospective sur son travail autour des communautés noires, portoricaines et queers de New York :
- 12 octobre 2019 - 12 janvier 2020 : Arlene Gottfried. La rue nous appartient. New York 1970-1980,  : Musée des beaux-arts, Nancy[5].
- 12 juillet 2025 - 21 septembre 2025 : A voice of her own - 1972-1995 : «L’été photographique de Lectoure», Centre d’art de la photographe, Lectoure